# Mitsubishi B5M
El Mitsubishi B5M era un avió d'atac amb base a terra (a pesar de que estava dissenyat per al seu ús en portaavions), utilitzat per les Forces Aèries de la Marina Imperial Japonesa (part de la Marina Imperial Japonesa). El nom complet del B5M era Bombarder d'Atac des de Portaavions Tipus 97 No.2 de la Marina (del japonès: 九七式二号艦上攻撃機), i el nom pel qual va ser nomenat per les tropes Aliades era Mabel.
El B5M va ser dissenyat en 1935 per a obtindre un nou tipus de bombarder que pogués ser utilitzat des d'un portaavions (Portaavions Experimental de la Marina 10-Shi per a avions d'Atac Torpedes de Mitsubishi) per les Forces Aèries de la Marina Imperial Japonesa.L'avió tenia una tripulació total de 3 aviadors. Les seves ales eren retràctils (es podien retraure per a poder carregar un nombre més gran d'aquests, i comptava una velocitat d'uns 322 km/h. Podia estar volant durant un màxim de set hores, i podia carregar fins a 800 kg d'explosius (unes característiques molt bones per a un avió monomotor de mitjans de la dècada de 1930). Va ser dissenyat per a reemplaçar el avió bombarder / torpeder Nakajima B5N Kate. A pesar que estava dissenyat per a ser utilitzat en portaavions, aquest avió va estar relegat a operacions de4 bombardeig amb base a terra durant la Segona Guerra Mundial. Aquest avió va obtenir una producció total de 125 unitats.

## Historial Operacional
L'avió B5M que va produir Mitsubishi va fer el seu primer vol en 1937. L'avió estava fabricat completament de ferro, tenia una ala de tipus baixa (de tipus de voladís) monoplà, amb tren d'aterratge fixe i no retràctil, amb uns grans cobre-rodes metàl·lics. La tripulació de tres persones estava situada a la marquesina de l'avió, amb la qual no es podia apreciar gaire bé on començava en fuselatge de l'avió. El B5M va començar a ser enviat a les unitats de la Marina Japonesa a finals de 1937, però les seves característiques no van arribar a ser mai superior a altres avions bombarders de base en terra de la Marina Japonesa. Les qualitats del B5M van ser considerades pèssimes, i només se'n van produir 125 unitats. Aquests avions havien estat originalment dissenyats per al seu ús en portaavions, i la majoria d'ells van ser utilitzats a principis de la Segona Guerra Mundial amb bases terrestres al sud est asiàtic i a la Xina, on van tindre com a oposició a avions amb característiques pèssimes o molt antiquades, o directament cap oposició aèria. Aquests avions van acabar sent utilitzats com a avions d'entrenament, objectius per a proves de munició, o avions Kamikaze.

## Variants
- B5M1: Variant d'avió d'atac amb 3 seients per a la Marina Imperial Japonesa.

## Operadors
:
- Marina Imperial Japonesa:
  - Forces Aèries de la Marina Imperial Japonesa

## Especificacions (Mitsubishi B5M1)
- Tripulació: 3 aviadors
- Llargada: 10,23 metres
- Envergadura: 15,3 metres
- Alçada: 4,32 metres
- Àrea: 37.95 m²
- Pes màxim a l'enlairament: 4.000 kg
- Motor: Mitsubishi MK8 Kinsei-43
- Nombre de motors: 1 motor
- Potència del motor: 746 kW (1.000 CV)
- Velocitat màxima 379 km/h
- Distància operativa màxima: 2.350 km
- Sostre de vol: 8,260 m
- Armament: 
  - 2 x Metralladores fixes frontals muntades en les ales de 7,7 mm Metralladora Tipus 97
  - 1 x Metralladora Tipus 92 de 7,7 mm muntada en la posició mòbil de l'artiller defensiu.
- Bombes: Fins a 1.000 kg de bombes carregades externament